# Deltote digitalis
Deltote digitalis is een vlinder uit de familie van de uilen (Noctuidae). De wetenschappelijke naam van deze soort is voor het eerst voorgesteld als Lithacodia digitalis door Emilio Berio in een publicatie uit 1977.
De soort komt voor in China (Fukien).